# Lijst van nummer 1-hits in Zweden in 2004
Deze hits stonden in 2004 op nummer 1 in  de Sverigetopplistan Single Top 60, de bekendste hitlijst in Zweden.
| Datum        | Artiest                      | Titel                                    |
| ------------ | ---------------------------- | ---------------------------------------- |
| 1 januari    | OutKast                      | Hey ya!                                  |
| 8 januari    | Sara Löfgren                 | Starkare                                 |
| 15 januari   | The Black Eyed Peas          | Shut up                                  |
| 22 januari   | The Black Eyed Peas          | Shut up                                  |
| 29 januari   | The Black Eyed Peas          | Shut up                                  |
| 5 februari   | Limp Bizkit                  | Behind blue eyes                         |
| 12 februari  | Sandra Dahlberg              | Kom hem hel igen                         |
| 19 februari  | Günther & The Sunshine Girls | Ding dong song                           |
| 26 februari  | Günther & The Sunshine Girls | Ding dong song                           |
| 4 maart      | Günther & The Sunshine Girls | Ding dong song                           |
| 11 maart     | Eamon                        | F**k it (I don't want you back)          |
| 18 maart     | Eamon                        | F**k it (I don't want you back)          |
| 25 maart     | Lena Philipsson              | Det gör ont                              |
| 1 april      | Lena Philipsson              | Det gör ont                              |
| 8 april      | Lena Philipsson              | Det gör ont                              |
| 15 april     | Lena Philipsson              | Det gör ont                              |
| 22 april     | Lena Philipsson              | Det gör ont                              |
| 29 april     | Lena Philipsson              | Det gör ont                              |
| 6 mei        | Lena Philipsson              | Det gör ont                              |
| 13 mei       | Günther & The Sunshine Girls | Teeny weeny string bikini                |
| 20 mei       | Markoolio                    | In med bollen                            |
| 27 mei       | Gyllene Tider                | Tuffa tider/En sten vid en sjö i en skog |
| 3 juni       | Gyllene Tider                | Tuffa tider/En sten vid en sjö i en skog |
| 10 juni      | Gyllene Tider                | Tuffa tider/En sten vid en sjö i en skog |
| 17 juni      | Nic & The Family             | Hej hej Monika                           |
| 24 juni      | Nic & The Family             | Hej hej Monika                           |
| 1 juli       | Nic & The Family             | Hej hej Monika                           |
| 8 juli       | Raymond & Maria              | Ingen vill veta var du köpt din tröja    |
| 15 juli      | Nic & The Family             | Hej hej Monika                           |
| 22 juli      | Raymond & Maria              | Ingen vill veta var du köpt din tröja    |
| 29 juli      | Raymond & Maria              | Ingen vill veta var du köpt din tröja    |
| 5 augustus   | Raymond & Maria              | Ingen vill veta var du köpt din tröja    |
| 12 augustus  | Raymond & Maria              | Ingen vill veta var du köpt din tröja    |
| 19 augustus  | Haiducii                     | Dragostea din tei                        |
| 26 augustus  | Haiducii                     | Dragostea din tei                        |
| 2 september  | Haiducii                     | Dragostea din tei                        |
| 9 september  | Haiducii                     | Dragostea din tei                        |
| 16 september | Haiducii                     | Dragostea din tei                        |
| 23 september | Lars Winnerbäck              | Elegi                                    |
| 30 september | Arash                        | Boro boro                                |
| 7 oktober    | The Soundtrack of Our Lives  | Big time                                 |
| 14 oktober   | Arash                        | Boro boro                                |
| 21 oktober   | Elin Lanto                   | I won't cry                              |
| 28 oktober   | Elin Lanto                   | I won't cry                              |
| 4 november   | Elin Lanto                   | I won't cry                              |
| 11 november  | Eric Prydz                   | Call on me                               |
| 18 november  | Elin Lanto                   | I won't cry                              |
| 25 november  | Günther & Samantha Fox       | Touch me                                 |
| 2 december   | Eric Prydz                   | Call on me                               |
| 9 december   | Daniel Lindström             | Coming true                              |
| 16 december  | Daniël Lindström             | Coming true                              |
| 23 december  | Daniël Lindström             | Coming true                              |
| 30 december  | Daniël Lindström             | Coming true                              |